# 17e Primetime Emmy Awards
De 17e Primetime Emmy Awards, waarbij prijzen werden uitgereikt in verschillende categorieën voor de beste Amerikaanse televisieprogramma's die in primetime werden uitgezonden tijdens het televisieseizoen 1964-1965, vond plaats op 12 september 1965.

## Winnaars en nominaties - televisieprogramma's
(De winnaars staan bovenaan in vet lettertype.)
(Outstanding Program Achievements in Entertainment)
- Hallmark Hall of Fame
- The Dick Van Dyke Show
- My Name Is Barbra
- Young People's Concerts: What Is Sonata Form?
  - The Andy Williams Show
  - Bob Hope Presents the Chrysler Theatre
  - The Man from U.N.C.L.E.
  - The Defenders
  - Walt Disney anthology television series
  - Mr. Novak
  - Profiles in Courage

## Winnaars en nominaties - acteurs
(Outstanding Individual Achievements in Entertainment - Actors and Performers)
- Dick Van Dyke als Robert 'Rob' Petrie in The Dick Van Dyke Show
- Lynn Fontanne als Fanny Bowditch Holmes in Hallmark Hall of Fame
- Alfred Lunt als Oliver Wendell Holmes in Hallmark Hall of Fame
- Barbra Streisand als Barbra Streisand in My Name Is Barbra
  - Julie Andrews in The Andy Williams Show
  - Gladys Cooper als Auntie Margaret in The Rogues
  - Robert Coote als Timmy Fleming in The Rogues
  - David McCallum als Illya Kuryakin in The Man from U.N.C.L.E.
  - Dean Jagger als Principal Albert Vane in Mr. Novak
  - Richard Crenna als James Slattery in Slattery's People
  - Bob Hope in Bob Hope Presents the Chrysler Theatre
  - Julie Harris als Florence Nightingale in The Holy Terror